# Cabo Bojador (ciudad)
Cabo Bojador es una ciudad de la provincia de Bojador en la región de El Aaiún-Saguía el-Hamra. Es un municipio del Sáhara Occidental ocupado y controlado por Marruecos. Hasta 1976 perteneció al Sahara español.  Se localiza a unos 180 kilómetros al sur de El Aaiún y a unas 130 millas náuticas al sureste de Las Palmas de Gran Canaria (240 kilómetros).
La ciudad cuenta con una población aproximada de 40 000 habitantes y en ella se encuentra el faro homónimo.

## Historia
Desde 1884 a España se le reconocía toda la zona del Sahara Occidental (ver Conferencia de Berlín) aunque en 1912 los límites fueron revisados y acordados con Francia, límites que dejaron un territorio sensiblemente menor que el del acuerdo de 1860. Sin embargo no será hasta 1934 que se envía una guarnición para establecerse de forma efectiva y tomar posesión de la zona. Esta estaba al mando del coronel Osvaldo Capaz. La localidad sirvió para establecer el límite que hasta 1958 constituyó el territorio llamado Saguía el Hamra, posteriormente fusionado con Río de Oro para formar la provincia del Sahara español. Un año antes, el 27 de noviembre de 1957, durante la guerra de Ifni-Sahara fueron secuestrados los torreros y miembros de la Guardia Civil destacada en la población durante un año y medio. En noviembre de 1975, tras los Acuerdos de Madrid, dejó de ser administrada por España.